# 珠江路駅 (ハルビン市)
珠江路駅（しゅこうろえき、簡体字中国語:珠江路站）は、中華人民共和国黒龍江省ハルビン市香坊区にある駅。

## 利用可能な鉄道路線
- ハルビン地下鉄
  - ハルビン地下鉄2号線
  - ハルビン地下鉄3号線

## 歴史
- 2021年9月19日：2号線が開業[1]。
- 2021年11月26日：3号線が開業。